# Speedway Grand Prix

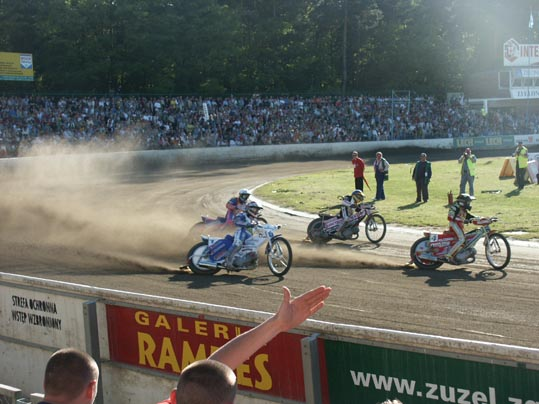
Speedway in Polen

De Speedway Grand Prix (SGP) is een internationaal speedway-kampioenschap voor individuen. De Grand Prix bestaat uit een aantal wedstrijden. De beste rijder over alle wedstrijden uit een seizoen mag zich de wereldkampioen speedway noemen.
De sport is ontstaan in 1936 en tot 1995 bestond het wereldkampioenschap uit één evenement. De Speedway Grand Prix bestaat sinds 1995.

## De race
Aan een Grand Prix doen 16 deelnemers mee in 20 'heats' (rondes). Bij elke heat krijgt de winnaar 3 punten, de nummer twee 2 punten, de nummer drie 1 punt en de vierde krijgt geen punten. De top 8 met de meeste punten na 20 heats gaat door naar de halve finale. Daarin krijgt de winnaar van de heat 6 punten, de nummer twee 4 punten, de nummer drie 2 punten en de vierde geen punten. De beste twee gaan door naar de finale. De winnaar daarvan wint de Grand Prix.

## Deelnemers
Aan het begin van het seizoen worden de 15 deelnemers bepaald die aan elke Grand Prix mogen meedoen. De top 8 van de wereld doet automatisch mee. Drie coureurs kunnen zich kwalificeren door een kwalificatie. De laatste vier worden bepaald door de organisatie, Benfield Sports International.
De 16e rijder varieert per wedstrijd. Gewoonlijk krijgt de persoon die het kampioenschap leidt in het land waar de Grand Prix gehouden wordt deze 'wildcard'.

## Winnaars
De volgende tabel geeft de top drie van elk seizoen en het bijbehorende puntenaantal.
| Editie   | Winnaar                    | Tweede                     | Derde                      |
| -------- | -------------------------- | -------------------------- | -------------------------- |
| SGP 1995 | Hans Nielsen (Den) 103     | Tony Rickardsson (Swe) 88  | Sam Ermolenko (USA) 83     |
| SGP 1996 | Billy Hamill (USA) 113     | Hans Nielsen (Den) 111     | Greg Hancock (USA) 88      |
| SGP 1997 | Greg Hancock (USA) 118     | Billy Hamill (USA) 111     | Tomasz Gollob (Pol) 92     |
| SGP 1998 | Tony Rickardsson (Swe) 111 | Jimmy Nilsen (Swe) 99      | Tomasz Gollob (Pol) 97     |
| SGP 1999 | Tony Rickardsson (Swe) 111 | Tomasz Gollob (Pol) 98     | Hans Nielsen (Den) 76      |
| SGP 2000 | Mark Loram (GB) 102        | Billy Hamill (USA) 95      | Tony Rickardsson (Swe) 94  |
| SGP 2001 | Tony Rickardsson (Swe) 121 | Jason Crump (Aus) 113      | Tomasz Gollob (Pol) 89     |
| SGP 2002 | Tony Rickardsson (Swe) 181 | Jason Crump (Aus) 162      | Ryan Sullivan (Aus) 158    |
| SGP 2003 | Nicki Pedersen (Den) 152   | Jason Crump (Aus) 144      | Tony Rickardsson (Swe) 127 |
| SGP 2004 | Jason Crump (Aus) 158      | Tony Rickardsson (Swe) 155 | Greg Hancock (USA) 137     |
| SGP 2005 | Tony Rickardsson (Swe) 196 | Jason Crump (Aus) 154      | Leigh Adams (Aus) 107      |
| SGP 2006 | Jason Crump (Aus) 188      | Greg Hancock (USA) 144     | Nicki Pedersen (Den) 134   |
| SGP 2007 | Nicki Pedersen (Den) 196   | Leigh Adams (Aus) 153      | Jason Crump (Aus) 124      |
| SGP 2008 | Nicki Pedersen (Den) 174   | Jason Crump (Aus) 152      | Tomasz Gollob (Pol) 148    |
| SGP 2009 | Jason Crump (Aus) 159      | Tomasz Gollob (Pol) 144    | Emil Sayfutdinov (Rus) 138 |
| SGP 2010 | Tomasz Gollob (Pol) 166    | Jarosław Hampel (Pol) 137  | Jason Crump (Aus) 135      |